# 聖多明各德拉卡皮利亞區
6°14′39″S 78°51′18″W / 6.2441°S 78.8551°W
聖多明各德拉卡皮利亞區（西班牙語：Distrito de Santo Domingo de la Capilla），是秘魯的一個區，位於該國北部卡哈馬卡大區的庫特爾沃省，始建於1956年1月12日，面積103.7平方公里，海拔高度1,900米，2005年人口5,718，人口密度每平方公里55人。